# Ласкавець довголистий
Ласкавець довголистий (Bupleurum longifolium) — вид квіткових рослин родини окружкових (Apiaceae).

## Біоморфологічна характеристика
Це гола, зелена з сизуватим нальотом, багаторічна рослина 3–100 см заввишки. Листки нероздільні, цілокраї, стеблові листки довгасті або довгасто-яйцеподібні, охоплюють стебло, верхні — серцеподібно-яйцюваті. Квітки від червонувато-жовтих до коричнево-червоних. Плоди завдовжки 4–5 мм, майже чорні. 2n=16.

## Поширення
Європа від Франції до Росії (Німеччина, Швейцарія, Австрія, Польща, Чехія, Словаччина, Угорщина, Франція, Італія, Словенія, Хорватія, Боснія та Герцеговина, Чорногорія, Сербія та Косово, Албанія, Румунія, Болгарія, Росія, Україна).
В Україні вид зростає на гірських луках (полонинах) та скелях — у Карпатах та високогірному поясі (Чивчино-Гринявські гори, гора Трояски, хр. Свидовець, гора Пікуй – В. Бескиди).